# Striježevica
Striježevica is een plaats in de gemeente Brestovac in de Kroatische provincie Požega-Slavonië. De plaats telt 7 inwoners (2001).